# Верхний Бисер (Калининградская область)
Верхний Бисер — посёлок в Славском районе Калининградской области. Входит в состав Тимирязевского сельского поселения.

## Население
| 2002 | 2010 |
| ---- | ---- |
| 159  | ↗180 |

## История
Населенный пункт Богданен в 1946 году был переименован в поселок Верхний Бисер.